# Un choix difficile
Un choix difficile (Fifteen and Pregnant) est un téléfilm américain de Sam Pillsbury, et diffusé le 19 janvier 1998 sur Lifetime.

## Synopsis
Le film raconte l'histoire vraie d'une adolescente confrontée à la grossesse et ses conséquences.

## Fiche technique
- Titre original : Fifteen and Pregnant
- Titre français : Un choix difficile
- Réalisation : Sam Pillsbury
- Scénario : Susan Cuscuna
- Photographie : James Bartle
- Montage : Michael S. Murphy
- Musique : Stephen Edwardsies
- Production : Diane Kerew
- Société de production : Diana Kerew Productions, Hearst Entertainment Productions
- Société(s) de distribution : Lifetime Television
- Pays d'origine :  États-Unis
- Langue originale : anglais
- Durée : 96 minutes
- Date de diffusion :

 États-Unis : 19 janvier 1998

## Distribution
- Kirsten Dunst (VF : Julie Turin) : Tina Spangler
- Park Overall (en) : Evie Spangler
- David Andrews (VF : Érik Colin) : Cal Spangler
- Julia Whelan (VF : Sarah Marot) : Rachel Spangler
- Daniel Kountz (en) : Ray Wood
- Marlyn Mason : Grandma Spangler
- Katee Sackhoff : Karen Gotarus
- Sherilyn Lawson : Dr Ross
- Margot Demeter : Laurie Walsh
- Karen Trumbo : Jane Walsh
- Zachary Ray Sherman : Adam Spangler
- Tyler Gannon : Melody
- Joe Ivy : Dr Warsaw
- Rebecca Nachison : Mrs. Knapp
- Jan Brehm : Mrs. Crawley

Source et légende : Version française (VF) sur Doublagissimo